# Driopea schmidi
Driopea schmidi är en skalbaggsart som beskrevs av Stefan von Breuning 1971. Driopea schmidi ingår i släktet Driopea och familjen långhorningar. Inga underarter finns listade i Catalogue of Life.